# Microstylum lacteipenne
Microstylum lacteipenne là một loài ruồi trong họ Asilidae. Microstylum lacteipenne được Wiedemann miêu tả năm 1828.